# L'ultimo tycoon
L'ultimo tycoon (The Last Tycoon) è una serie televisiva statunitense. Ha  debuttato con l'episodio pilota il 17 giugno 2016, mentre gli altri episodi sono stati pubblicati il 28 luglio 2017 sul servizio on demand Amazon Video. La serie è tratta dall'ultimo romanzo di Francis Scott Fitzgerald Gli ultimi fuochi. Il 9 settembre 2017 la serie viene cancellata dopo una sola stagione prodotta.
In Italia, la serie è stata interamente pubblicata il 28 luglio 2017 su Prime Video sia in lingua originale con sottotitoli in italiano che con il doppiaggio in lingua italiana.

## Trama
La serie è ambientata nel 1936, quando il governo nazista sotto Adolf Hitler tentò di dettare la produzione cinematografica tradizionale di Hollywood. Monroe Stahr, personaggio liberamente ispirato al famoso produttore Irving Thalberg, combatte con il suo capo Pat Brady per violare le regole del Terzo Reich.

## Episodi
| Stagione       | Episodi | Pubblicazione USA | Pubblicazione Italia |
| -------------- | ------- | ----------------- | -------------------- |
| Prima stagione | 9       | 2016-2017         | 2017                 |

## Personaggi e interpreti
- Monroe Stahr, interpretato da Matt Bomer, doppiato da Marco Vivio.
- Pat Brady, interpretato da Kelsey Grammer, doppiato da Michele Gammino.
- Cecelia "Cecila" Brady, interpretata da Lily Collins, doppiata da Valentina Favazza.
- Kathleen Moore, interpretata da Dominique McElligott, doppiata da Rossella Acerbo.
- Minna Davis, interpretata da Jessica De Gouw, doppiata da Ilaria Latini.
- Rose Brady, interpretata da Rosemarie DeWitt, doppiata da Roberta Pellini.
- Tomas Szep, interpretato da Koen De Bouw, doppiato da Gerolamo Alchieri.
- Fritz Lang, interpretato da Iddo Goldberg, doppiato da Emiliano Coltorti.